# تحطم الطائرة العسكرية الميانمارية 2017
في 7 يونيو 2017، فقدت طائرة عسكرية ميانمارية من نوع Shaanxi Y-8F-200 تحمل التسلسل 5820، أقلعت في رحلتها من مييك إلى العاصمة يانغون.
كان على الطائرة 122 راكبا، بضمنهم 14 فردا يمثلون الطاقم و108 مسافرا مكونون من 35 عسكريا وأفراد أسرهم وهم 15 طفلا و58 مدنيا بالغا.
سقطت الطائرة في بحر أندامان، حيث وجدت السفن بعض بقايا الطائرة في البحر.

## ردود الفعل

### الدولية
- روسيا:أعرب الرئيس الروسي فلاديمير بوتين عن تعازيه لرئيس ميانمار بضحايا حادث تحطم الطائرة في بحر أندامان.[7]

## طاقم العمل
كان قائد الطائرة هو الكولونيل نيان تشان وكان الطياران المساعدان هما الكولونيل سوي ثو وين والمايجور ثانت زين هتاي. كان طاقم الطائرة يتكون من 14 فردًا.

## الركاب
تكون الركاب من 108 من أفراد الجيش وعائلاتهم، من بينهم 15 طفلاً، على متن الطائرة عندما فقدت الطائرة الاتصال بقاعدة داوي الجوية. وكان على متن الطائرة ستة ضباط و29 عسكريًا آخر.

## الاختفاء
غادرت الطائرة من مييك متوجهة إلى يانغون في الساعة 13:06 بالتوقيت المحلي (06:36 UTC). وفي الساعة 13:35، انقطع الاتصال بالطائرة عندما كانت على بعد 20 ميلًا بحريًا (37 كم) غرب داوي (13 ° 48′N 98 ° 02′E). كانت الطائرة تحلق على ارتفاع 18000 قدم (5500 م) في ذلك الوقت. تم إطلاق عملية بحث وإنقاذ في بحر أندامان. وقال متحدث باسم مجهول إنه لا يعتقد أن الطقس كان عاملاً في اختفاء الطائرة.

## عمليات البحث عن الطائرة
تم إرسال تسع سفن تابعة للبحرية الميانمارية وثلاث طائرات حربية ومروحيات للمساعدة في البحث. وفي 7 يونيو، تم الإبلاغ عن العثور على حطام الطائرة على 118 ميلًا بحريًا (218 كم) قبالة داوي بواسطة سفينة تابعة للبحرية في ميانمار. وفي 8 يونيو، أفيد أنه تم العثور على 29 جثة. تناثر الحطام على مساحة واسعة ، مما يشير إلى أن الطائرة ربما تكون قد تحطمت أثناء التحليق على ارتفاع. وأعاقت العواصف في المنطقة عملية البحث. بحلول 9 يونيو ، تلاشت الآمال في العثور على ناجين. وورد فيما بعد أنه لم يكن هناك ناجون. وبدلاً من ذلك، تم العثور على جثث وأنقاض متناثرة في بحر أندامان ، وجرف بعضها على الشاطئ.كان هذا الحادث هو الأكثر دموية في ميانمار، متجاوزًا تحطم طائرة Fokker F27 Friendship 500 في عام 1987، والتي أودت بحياة 49 شخصًا. و في 15 يونيو، عثر قارب صيد يساعد في البحث على ذيل الطائرة قبالة خليج مينخوار أوو. ثم تم استرداد مسجل صوت قمرة القيادة ومسجل بيانات الرحلة في 18 يونيو.